# Clossiana myrina
Clossiana myrina is een vlinder uit de familie van de Nymphalidae. De wetenschappelijke naam van de soort is voor het eerst geldig gepubliceerd in 1779 door Pieter Cramer.